# Стобору (Салаж)
Стобору (рум. Stoboru) насеље је у Румунији у округу Салаж у општини Кузаплак. Oпштина се налази на надморској висини од 336 m.

## Становништво
Према подацима из 2002. године у насељу је живело 22 становника, од којих су сви румунске националности.